# J.Lindeberg
 Der er for få eller ingen kildehenvisninger i denne artikel, hvilket er et problem. Du kan hjælpe ved at angive troværdige kilder til de påstande, som fremføres i artiklen.

J.Lindeberg et svensk tøjmærke, der blev grundlagt i 1996 af Johan Lindeberg. Virksomheden har hovedkontor i Stockholm, Sverige med en distribution som rækker udover mere end 35 lande. Den årlige omsætning ligger på omkring 1,6 mia. SEK.

## Historie
Johan Lindeberg grundlagde varemærket i 1996, efter at han tidligere havde været ansat i tøjfirmaet Diesel. De første par år lavede man kun herrekollektioner, men i i 2002 introducerede J.Lindeberg sin første damekollektion.
I år 2007, blev det svenske investeringsfirma Proventus ny ejer sammen med Stefan Engström.
Siden 2012 har J.Lindeberg været ejet af Anders Holch Povlsen (grundlægger og ejer af Bestseller Group), Dan Friis, Allan Warburg (der er en del af ejerkredsen i Bestseller China) samt Stefan Engström.